# Grézolles
Grézolles is een gemeente in het Franse departement Loire (regio Auvergne-Rhône-Alpes) en telt 270 inwoners (2005). De plaats maakt deel uit van het arrondissement Roanne.

## Geografie
De oppervlakte van Grézolles bedraagt 5,6 km², de bevolkingsdichtheid is 48,2 inwoners per km².
De onderstaande kaart toont de ligging van Grézolles met de belangrijkste infrastructuur en aangrenzende gemeenten.

## Demografie
Onderstaande figuur toont het verloop van het inwonertal (bron: INSEE-tellingen).

1. ↑  Populations de référence 2022.